# Scleria lagoensis
Scleria lagoensis är en halvgräsart som beskrevs av Johann Otto Boeckeler. Scleria lagoensis ingår i släktet Scleria och familjen halvgräs.

## Underarter
Arten delas in i följande underarter:
- S. l. canaliculatotriquetra
- S. l. lagoensis